# Sybra paraunicolor
Sybra paraunicolor là một loài bọ cánh cứng trong họ Cerambycidae.